# Guillestre
Guillestre – miejscowość i gmina we Francji, w regionie Prowansja-Alpy-Lazurowe Wybrzeże, w departamencie Alpy Wysokie.

## Demografia
Według danych na rok 1990 gminę zamieszkiwało 2000 osób, a gęstość zaludnienia wynosiła 39 osób/km². W styczniu 2015 r. Guillestre zamieszkiwało 2456 osób, przy gęstości zaludnienia wynoszącej 47,9 osób/km².